# Мухамед ибн Аби Худајфа
Мухамед ибн Аби Худајфа (арапски: محمد بن ابي حذيفة) био је син Абу Худајфе ибн Утбе и Сахле бинт Сухаил.
Пошто је његов отац усвојио Салима Мавла Абу Худајфа за свог сина, Мухамед ибн Аби Худајфа и Салим Мавла Абу Худајфа могу се сматрати усвојеном браћом. 656. постао је гувернер Египта свргавањем Абдалаха ибн Саада. Рођен је у Абисинији током живота Мухамеда. Његов отац и усвојени брат обојица су убијени у Ел Јамами, након чега га је одгајао Утман ибн Афан. Играо је улогу у побуни против Утмана када је овај одбио да га именује за владара у било којој провинцији.